# Robin Fitton
Robin Fitton (Leeds, 1928 - Adenau o Bonn, 2 de mayo de 1970) fue un piloto de motociclismo británico, que compitió en pruebas del Campeonato del Mundo de Motociclismo desde 1952 hasta su muerte en 1970. Su mejor temporada fue en 1968 cuando terminó cuarto en la clasificación general de 500cc.

## Biografía
Rob Fitton hizo su debut como piloto de motos en 1951. Obtuvo su primera victoria ese mismo año con un BSA Gold Star durante la carrera de Munster 100 en Cork (Irlanda). Formó parte del Mundial como piloto privado y viajó por toda Europa para participar en carreras internacionales y Grandes Premios. Fitton corrió en Suecia, Países Bajos, Bélgica, Francia y Alemania, pero, notablemente, nunca en su casa, la peligrosa TT Isla de Man. Durante los sesenta, participó en tanto en la cilindrada de 350cc como en 500 cc. Su mejor piosición en una carrera fue una segunda posición en la Gran Premio del Ulster de 1968 de 500 cc por detrás de Giacomo Agostini.
En 1969, con 41 años, Fitton era uno de los conductores más experimentados. Corrió con una Norton Manx en 350 y 500 cc, pero esas máquinas ya no podían seguir el ritmo de sus rivales. Esa temporada solo accedería al puesto 42 en 350 y al noveno en 500 cc. En 1969, había participado en las carreras en Tubbergen y Tilburg.
En 1970, tenía la intención de participar en el Mundial. Pero durante los entrenamientos del Gran Premio de Alemania en el circuito de Nürburgring se resbaló en pavimento mojado en la sección de "Wipperman". Fue llevado al Hospital de Adenau e inicialmente se informó que no había riesgo para su vida. Pero, a medida que fu avanzando la jornada, las heridas en su cabeza se agravaron, se le tuvo que amputar una pierna y se informó a última hora de la tarde que había muerto.
Algún tiempo después de su muerte, el periodista Denis Jenkinson escribió un artículo en la revista Motor Sport en el que se revela que la causa de la muerte de Fitton fue la presencia de unas barandillas. El propio Jenkinson, con experiencia como conductor, rompió una lanza por los pilotos, a quienes los organizadores rara vez tomaban en serio cuando pedían más seguridad. El investigador de la revista Motorsport, Rob Semmeling, quien también era un experto en Nürburgring, también descubrió que las barreras de choque en Wipperman deberían haberse eliminado. Se retiraron en 1971.
En 1970, se creó la Grand Prix Riders Association, donde se planteaba una gran cantidad de demandas a la Federación Internacional de Motociclismo. Fueron asumidos por la FIM, pero pasarían años antes de que los organizadores los asumieran. En 1974, la FIM emitió sanciones por primera vez al responsable del Gran Premio de Alemania en Nürburgring. Cuando no cumplió con las demandas de los conductores, fue despedido por el presidente de la FIM Rodil del Valle y la federación alemana de automovilismo recibió una multa de 20,000 francos suizos.

## Resultados en el Campeonato del Mundo
Sistema de puntuación desde 1950 hasta 1968:
| Posición | 1.º | 2.º | 3.º | 4.º | 5.º | 6.º |
| Puntos   | 8   | 6   | 4   | 3   | 2   | 1   |

Sistema de puntuación desde 1969 hasta 1987:
| Posición | 1.º | 2.º | 3.º | 4.º | 5.º | 6.º | 7.º | 8.º | 9.º | 10.º |
| Puntos   | 15  | 12  | 10  | 8   | 6   | 5   | 4   | 3   | 2   | 1    |

### Carreras por año
(Carreras en negrita indica pole position, carreras en cursiva indica vuelta rápida)
| Año  | Cat.  | Moto      | 1            | 2       | 3     | 4       | 5       | 6       | 7       | 8     | 9       | 10      | 11    | 12    | 13    | Pts. | Pos. |
| ---- | ----- | --------- | ------------ | ------- | ----- | ------- | ------- | ------- | ------- | ----- | ------- | ------- | ----- | ----- | ----- | ---- | ---- |
| 1952 | 350cc | Velocette | SUI -        | IOM -   | NED - | BEL 20  | RFA -   | ULS -   | NAT -   |       |         |         |       |       |       | 0    | -    |
| 1952 | 500cc | Norton    | SUI -        | IOM -   | NED - | BEL -   | RFA -   | ULS 19  | NAT -   | ESP - |         |         |       |       |       | 0    | -    |
| 1953 | 350cc | AJS       | IOM -        | NED -   | BEL - | FRA 11  | ULS -   | SUI -   | NAT -   |       |         |         |       |       |       | 0    | -    |
| 1953 | 500cc | Triumph   | IOM -        | NED -   | BEL - | FRA 10  | ULS -   | SUI -   | NAT -   | ESP - |         |         |       |       |       | 0    | -    |
| 1954 | 350cc | Velocette | FRA 8        | IOM -   | ULS - | BEL -   | NED -   | RFA -   | SUI -   | NAT - | ESP -   |         |       |       |       | 0    | -    |
| 1954 | 500cc | Velocette | FRA Ret      | IOM -   |       | BEL -   | NED -   | RFA -   | SUI -   | NAT - | ESP -   |         |       |       |       | 0    | -    |
| 1955 | 350cc | Norton    |              | FRA 9   | IOM - | RFA -   | BEL -   | NED Ret | ULS 21  | NAT - |         |         |       |       |       | 0    | -    |
| 1955 | 500cc | Norton    | ESP -</small | FRA Ret | IOM - | RFA -   | BEL -   | NED 11  | ULS Ret | NAT - |         |         |       |       |       | 0    | -    |
| 1956 | 500cc | Norton    | IOM -        | NED -   | BEL - | RFA -   | ULS Ret | NAT -   |         |       |         |         |       |       |       | 0    | -    |
| 1958 | 350cc | Norton    | IOM -        | NED -   | BEL - | RFA -   | SWE -   | ULS 18  | NAT -   |       |         |         |       |       |       | 0    | -    |
| 1958 | 500cc | Norton    | IOM -        | NED -   | BEL - | RFA -   | SWE -   | ULS 14  | NAT -   | >     |         |         |       |       |       | 0    | -    |
| 1959 | 350cc | Norton    | FRA 11       | IOM -   | RFA - | SWE -   |         |         | ULS -   | NAT - |         |         |       |       |       | 0    | -    |
| 1959 | 500cc | Norton    | FRA Ret      | IOM -   | RFA - |         | NED -   | BEL -   | ULS 13  | NAT - |         |         |       |       |       | 0    | -    |
| 1961 | 350cc | AJS       | RFA -        | IOM -   | NED - | RFA -   | ULS 13  | NAT -   | SWE -   |       |         |         |       |       |       | 0    | -    |
| 1962 | 500cc | Norton    | IOM -        | NED Ret | BEL - | ULS Ret | DDR -   | NAT -   | FIN -   | ARG - |         |         |       |       |       | 0    | -    |
| 1964 | 350cc | AJS       |              |         |       | IOM -   | NED -   |         | RFA -   | DDR - | ULS 8   | FIN -   | NAT - | JPN - |       | 0    | -    |
| 1964 | 500cc | Norton    | USA -        |         |       | IOM -   | NED -   | BEL -   | GER -   | DDR - | ULS 4   | FIN -   | NAT - |       |       | 3    | 16.º |
| 1965 | 350cc | Norton    |              | GER -   |       |         | IOM -   | NED 12  |         | RDA - | CZE -   | ULS -   | FIN - | NAT - | JPN - | 0    | -    |
| 1965 | 500cc | Norton    | USA -        | GER -   |       |         | IOM -   | NED Ret | BEL -   | RDA - | CZE -   | ULS 6   | FIN - | NAT - | JPN - | 1    | 27.º |
| 1966 | 350cc | Norton    |              | GER -   | FRA - | NED -   |         | RDA -   | CZE -   | FIN - | ULS 8   | IOM -   | NAT - | JPN - |       | 0    | -    |
| 1966 | 500cc | Norton    |              | GER -   |       | NED -   | BEL -   | RDA -   | CZE -   | FIN - | ULS 11  | IOM -   | NAT - |       |       | 0    | -    |
| 1967 | 500cc | Norton    | ESP 4        |         |       | IOM -   | NED -   | BEL 7   | RDA -   | CZE - | FIN -   | ULS Ret | NAT - | CAN - |       | 3    | 15.º |
| 1968 | 350cc | Norton    | GER -        |         | IOM 4 | NED -   |         | RDA -   | CZE -   |       | ULS Ret | NAT -   |       |       |       | 0    | -    |
| 1968 | 500cc | Norton    | GER -        | ESP -   | IOM - | NED -   | BEL 4   | RDA -   | CZE -   | FIN - | ULS 2   | NAT -   |       |       |       | 9    | 4.º  |
| 1969 | 350cc | Norton    | ESP -        | GER -   |       | IOM -   | NED -   |         | RDA -   | CZE - | FIN -   | ULS 9   | NAT - | YUG - |       | 0    | -    |
| 1969 | 500cc | Norton    | ESP -        | GER 5   | FRA - | IOM -   | NED 16  | BEL 6   | RDA -   | CZE - | FIN -   | ULS 4   | NAT - | YUG - |       | 19   | 9.º  |
| 1970 | 350cc | Norton    | GER DNS (†)  |         | YUG - | IOM -   | NED -   |         | RFA -   | CZE - | FIN -   | ULS -   | NAT - | ESP - |       | 0    | -    |